# Jaan Kiivit jr.
Jaan Kiivit junior (Rakvere, 19 februari 1940 - Sint-Petersburg, 31 augustus 2005) was een Estisch theoloog en aartsbisschop van de Estse Evangelisch-Lutherse Kerk (EELK) van 1994 tot aan zijn pensionering in februari 2005.

## Biografie
Jaan Kiivit jr. werd op 19 februari 1940 geboren in Rakvere als zoon van pastor Jaan Kiivit sr. en diens echtgenote Gertrud Varik. Jaan Kiivit sr. was van 1949 tot 1967 aartsbisschop van de EELK.
Jaan Kiivit jr. bezocht de middelbare school in Tallinn en studeerde aldaar theologie aan het theologisch seminarie van de Estse Evangelisch-Lutherse Kerk. Tijdens zijn studie werkte hij voor de Christelijke Vredesconferentie als lid van de commissie jeugdzaken (1962-1964). Sinds 1964 was hij als vicaris verbonden aan de Heilige Geestkerk in Tallinn. Op 2 februari 1966 werd hij door zijn vader tot priester gewijd in de Dom van Tallinn. Hij bleef tot aan zijn verkiezing tot aartsbisschop in 1994 als pastor verbonden aan de Heilige Geestkerk. Van 1981 tot 1982 was hij lid van het Bijbelvertaalcomité. In de jaren 80 engageerde hij zich voor de Lutherse Wereldfederatie en de Gemeenschap van Protestantse Kerken in Europa. Van 1978 tot 1994 werkte hij als docent praktische theologie aan het theologisch seminarie van de Kerk en van 1991 tot 1992 was hij korte tijd rector. In dezelfde periode was hij lid van het Consistorie van de EELK. Aan het begin van de jaren 90 zette hij zich samen met de toenmalige aartsbisschop, Kuno Pajula, in voor de onafhankelijkheid van Estland. Kort na de onafhankelijkheid sprak hij tijdens een zitting van parlement van Estland een gebed uit.
In 1994 werd Kiivit gekozen tot aartsbisschop van de Estse Evangelisch-Lutherse Kerk (EELK). Hij bleef aartsbisschop tot zijn emeritaat in februari 2005. Tijdens zijn episcopaat zette hij zich in het bijzonder in voor de heropening van de faculteit der Godgeleerdheid aan de Universiteit van Tallinn die onder de communistische periode was gesloten. 
Jaan Kiivit jr. overleed op 31 augustus 2005 tijdens een bezoek aan Rusland in Sint-Petersburg.
Een aantal van zijn theologische werken werd vertaald in het Fins, Duits en Grieks.

## Onderscheidingen
- 1997: Eredoctoraat aan de Universiteit van Helsinki (Finland)
- 1998: Eredoctoraat aan de Finlandia University (Hancock, Michigan (VS)
- 2001: Orde van de Witte Ster, tweede klasse (Estland)
- 2005: Verdienste Kruis van de Estse Strijdkrachten

## Publicaties
- 2000: Tõde teeb vabaks (De waarheid zal u vrijmaken) 1

## Verwijzing
1. ↑  https://web.archive.org/web/20150819234623/http://www.eelk.ee/peapiiskop.html

- Gemeinsame Normdatei: 134063422
- Virtual International Authority File: 15978331
- WorldCat: E39PBJhd4GHf4Y3Hw8kqmrPqQq